# João Baldasserini
João Carlos Baldasserini (São Paulo, 23 de janeiro de 1984) é um ator brasileiro.

## Biografia
João nasceu na cidade de São Paulo e criado durante a infância e adolescência na cidade de Indaiatuba, interior do estado de São Paulo. É filho da cantora Kika Baldasserini. Aos 17 anos, trocou o curso de direito pelo de Artes Cênicas no Conservatório Dramático e Musical Doutor Carlos de Campos, em Tatuí. Com o término do curso, em 2004, se mudou para São Paulo, onde cursou a Escola de Arte Dramática da Escola de Comunicação e Artes da Universidade de São Paulo (EAD/ECA/USP), paralelamente ao curso de cinema no Studio Fátima Toledo.

## Carreira
Entre os trabalhos no teatro estão a peça Noite na Taverna, com o Teatro da Curva, e em seguida integra a Cia. Os Satyros, estrelando as peças A Vida na Praça Roosevelt (2006), de Dea Loher, Liz (2008), de Reinaldo Montero, e Vestido de Noiva (2008), de Nelson Rodrigues, com direção de Rodolfo García Vázquez. Em 2012, atuou nas peças Jamais Seremos Tão Jovens e Guarde um Beijo Meu.
No cinema, atuou nos longa-metragens Quase Samba (2013), Hoje e Linha de Passe (2008), de Walter Salles e Daniela Thomas.
Já na televisão, integrou o elenco da novela Tempos Modernos (2010), de O Astro (2011), da série A Teia, ambos pela Rede Globo, e de Passionais, série do GNT dirigida por Henrique Goldman, em que contracenou com a atriz Betty Faria. Em 2015, estrela a minissérie Felizes para Sempre?, protagonizada por Paolla Oliveira, como par romântico de Caroline Abras. Em 2015 integra o elenco da novela A Regra do Jogo, na pele do vilão comico Victor, onde atuou ao lado de Giovanna Antonelli. Em 2016, protagonizou a novela Haja Coração, ao lado de Mariana Ximenes, interpretando o sedutor Beto Velásquez. Em 2017, vive o atrapalhado Agnaldo, um dos quatro ladrões do hotel  na novela Pega Pega. Em 2018, vive o vilão ambicioso e dissimulado Emílio e seu irmão gêmeo o misterioso Lúcio, que aos poucos vai se mostrando ser que nem seu irmão em O Tempo Não Para. Em 2020, interpretou Zezinho, um dos protagonistas de Salve-se Quem Puder.
Em 2023, após sair da TV Globo, assinou contrato com o SBT, para viver Daniel Matos o protagonista adulto e pai da protagonista infantil Julieta Campos na novela infantojuvenil A Infância de Romeu e Julieta.

## Vida pessoal
Baldasserini se casou em 17 de agosto de 2019 com Erica Lopes em Indaiatuba, interior de São Paulo. O casal está junto desde 2018. O primeiro filho do casal, chamado Helano, nasceu em 12 de novembro de 2019.

## Filmografia

### Televisão
| Ano       | Título                        | Personagem                                     | Nota                             |
| --------- | ----------------------------- | ---------------------------------------------- | -------------------------------- |
| 2010      | Tempos Modernos               | Túlio Osório                                   |                                  |
| 2011      | O Astro                       | Henri Sorei                                    |                                  |
| 2013      | Passionais                    | Renê                                           | Episódio: "O Peso da Idade"      |
| 2014      | A Teia                        | Cabeleira                                      | Episódio: "11 de fevereiro"      |
| 2014      | Surtadas na Yoga              | Andrei                                         | Episódio: "Ovários Incendiários" |
| 2014      | Motel                         | Rubem                                          |                                  |
| 2015      | Felizes para Sempre?          | Joel Drummond                                  |                                  |
| 2015      | Os Experientes                | Altair Pereira da Silva                        | Episódio: "O Assalto"            |
| 2015      | A Regra do Jogo               | Victor                                         |                                  |
| 2016      | Haja Coração                  | Roberto Velásquez (Beto)                       |                                  |
| 2017      | Pega Pega                     | Agnaldo Macedo                                 |                                  |
| 2018      | O Tempo Não Para              | Emilio Inglês de Souza / Lúcio Inglês de Souza |                                  |
| 2020      | Salve-se Quem Puder           | José Prazeroso (Zezinho)                       |                                  |
| 2023–2024 | A Infância de Romeu e Julieta | Daniel Campos                                  |                                  |
| 2024      | Família É Tudo                | Ernesto Garcia                                 |                                  |

### Cinema
| Ano  | Título                              | Personagem   |
| ---- | ----------------------------------- | ------------ |
| 2008 | Linha de Passe                      | Dênis        |
| 2011 | Hoje                                | Carregador 1 |
| 2013 | Quase Samba                         | Charles      |
| 2014 | Na Quebrada                         | Jonas        |
| 2016 | Apaixonados - O Filme               | Hugo         |
| 2016 | Malícia                             | Luciano      |
| 2017 | Polícia Federal: A Lei É para Todos | Vinicius     |
| 2018 | Todo Clichê do Amor                 | —            |
| 2019 | Crô em Família                      | Nando        |
| 2024 | De Repente, Miss                    | Marcus       |

## Teatro
| Ano  | Título                         |
| ---- | ------------------------------ |
| 2005 | Noite na Taverna               |
| 2006 | A Vida na Praça Roosevelt      |
| 2008 | Liz                            |
| 2008 | Vestido de Noiva               |
| 2012 | Jamais Seremos Tão Jovens      |
| 2012 | Guarde um Beijo Meu            |
| 2012 | O Casamento do Pequeno Burguês |
| 2014 | Felizes 30!                    |

## Prêmios e indicações
| Ano  | Prêmio                              | Categoria                        | Trabalho             | Resultado |
| ---- | ----------------------------------- | -------------------------------- | -------------------- | --------- |
| 2008 | Prêmio Guarani de Cinema Brasileiro | Melhor Ator Coadjuvante          | Linha de Passe       | Venceu    |
| 2008 | Prêmio Qualidade Brasil             | Melhor Ator Revelação            | Linha de Passe       | Indicado  |
| 2015 | Prêmio Extra de Televisão           | Revelação Masculina              | Felizes para Sempre? | Indicado  |
| 2015 | Prêmio Contigo! de TV               | Melhor Ator de Série             | Felizes para Sempre? | Indicado  |
| 2016 | Prêmio Extra de Televisão           | Melhor Ator                      | Haja Coração         | Indicado  |
| 2016 | Melhores do Ano                     | Melhor Ator Revelação            | Haja Coração         | Indicado  |
| 2016 | Prêmio Quem de Televisão            | Melhor Revelação                 | Haja Coração         | Indicado  |
| 2016 | Prêmio Noticiasdetv.com             | Melhor Ator Antagonista          | Haja Coração         | Venceu    |
| 2020 | Prêmio Contigo! Online              | Melhor Ator de Novela            | Salve-se Quem Puder  | Indicado  |
| 2020 | Prêmio Área VIP                     | Melhor Ator                      | Salve-se Quem Puder  | Indicado  |
| 2020 | Melhores do Ano Minha Novela        | Melhor Ator de Novela            | Salve-se Quem Puder  | Indicado  |
| 2020 | Melhores do Ano Minha Novela        | Melhor Casal (com Deborah Secco) | Salve-se Quem Puder  | Indicado  |
| 2021 | Prêmio Notícias da TV               | Ator ou Atriz de Novela          | Salve-se Quem Puder  | Indicado  |
| 2021 | Prêmio Contigo! Online              | Melhor Ator de Novela            | Salve-se Quem Puder  | Indicado  |